# Guireïevo
Guireïevo (Гире́ево) est un ancien village (et domaine) qui était dans l'oblast de Moscou et qui est entré dans les limites de Moscou en 1960.

## Histoire

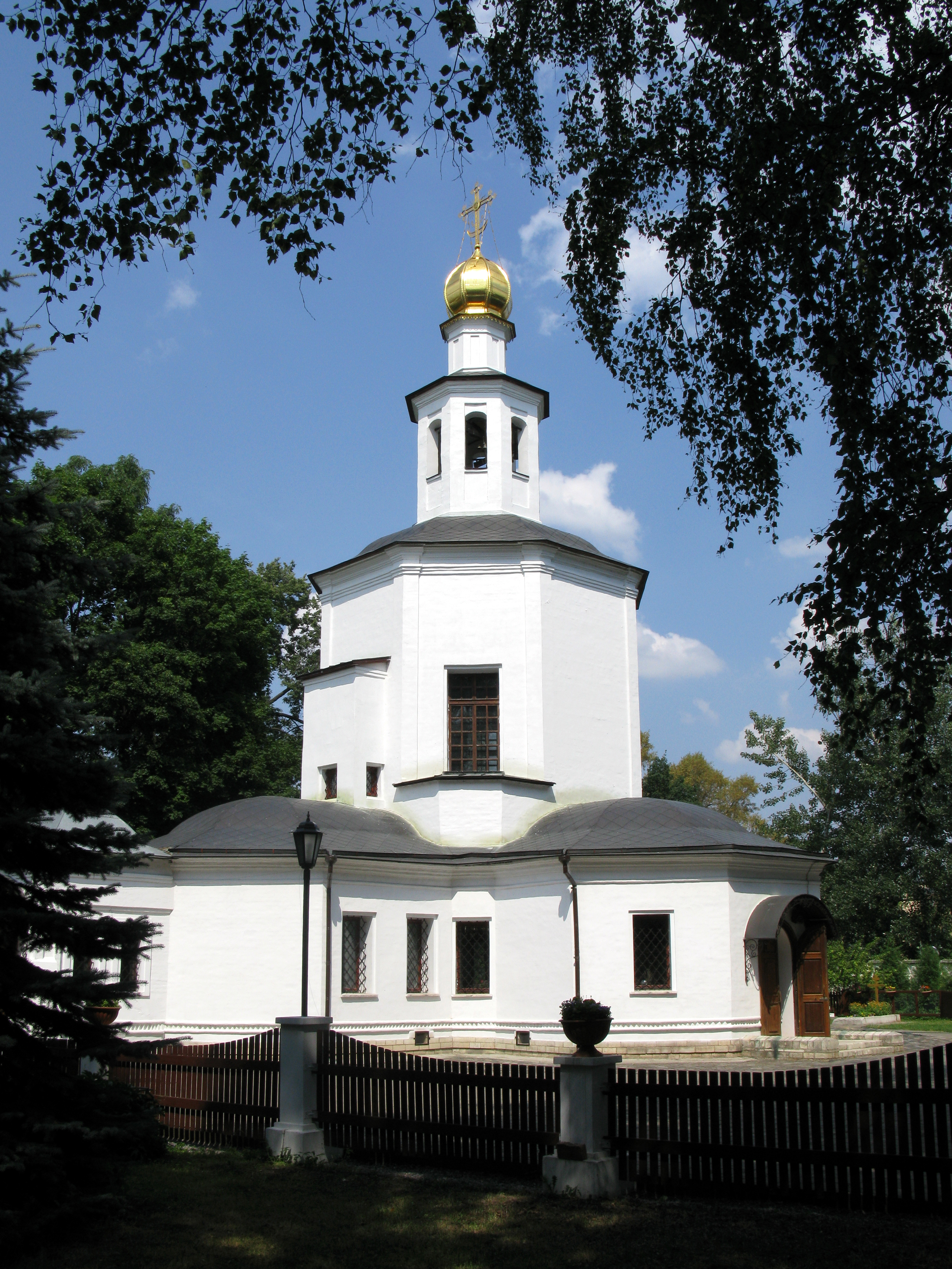
Église du Sauveur de Guireïevo.

Le village de Guireïevo est connu depuis le XVIe siècle. Il appartient aux Goubine, aux Cheremetiev puis aux Galitzine. Au début le village se nomme Goubino, puis Guireïevo.
En 1714-1718, une église est construite dans le domaine du prince Ivan Galitzine (frère de Boris Galitzine). Elle est placée sous le vocable de l'icône du Sauveur-non-fait-de-main-d'homme, filiale de l'église de la Nativité-de-Saint-Jean-Baptiste d'Ivanovskoïe. À la fin du XVIIIe siècle, le domaine passe à Dmitri Stolypine qui fait reconstruire le manoir avec un portique tétrastyle. De 1805 à 1812, il appartient à Maria Grigorievna Perovskaïa, puis à Anna Ivanovna Zassetskaïa, puis à partir de 1852 à la famille Torletski qui en est propriétaire jusqu'à la Révolution d'Octobre, le dernier étant Alexandre Ivanovitch Torletski qui fait au début du XXe siècle lotir une partie du domaine qui est aujourd'hui le noyau du district municipal de Novoguireïevo.
Le manoir des Torletski est reconstruit au milieu du XIXe siècle. Dans le parc Terletski (orthographe nouvelle), il existe plusieurs étangs.